# كلوي ويليامز
كلوي ويليامز (من مواليد 22 ديسمبر 2000) هي لاعبة كرة قدم محترفة تلعب كلاعبة خط وسط لفريق بلاكبيرن روفرز الإنجليزي للسيدات. ولدت في إنجلترا، ومثلت منتخب ويلز الوطني.

## مسيرتها الاحترافية مع الأندية

### وولفرهامبتون واندررز
انضمت ويليامز إلى أكاديمية ولفرهامبتون واندررز في سن 15 عامًا بعد أن بدأت اللعب في سن 6 سنوات مع الفريق المحلي جريت ويرلي إف سي ولاحقًا وست بروميتش ألبيون. في 17 ديسمبر 2017، ظهرت ويليامز لأول مرة مع فريق ولفرهامبتون في المباراة التي خسرتها في الدور الثاني لكأس الاتحاد الإنجليزي أمام بريجهاوس تاون.

### مانشستر يونايتد
في يوليو 2019، انضمت ويليامز إلى نادي مانشستر يونايتد لكرة القدم للسيدات الذ يلعب في الدوري الإنجليزي الممتاز للسيدات، في البداية كجزء من فريق النادي تحت 21 عامًا ولكنها اختيرت في تشكيلة الفريق الأول لأول مرة في 20 أكتوبر 2019 كبديلة لم تلعب في مبارة مجموعة في كأس الدوري ضد مانشستر سيتي.

#### الإعارة إلى بلاكبيرن روفرز
في 14 نوفمبر 2021، انضمت ويليامز إلى بلاكبيرن روفرز الذي يلعب في بطولة الاتحاد الإنجليزي السيدات على سبيل الإعارة لمدة الموسم. في 14 أغسطس 2022، عادت ويليامز إلى بلاكبيرن روفرز لموسم 2022–23 مرة أخرى.